# 196-я стрелковая дивизия (1-го формирования)
196-я стрелковая дивизия 1-го формирования (196 сд) — воинское соединение Вооружённых сил СССР, принимавшее участие в Великой Отечественной войне.
Боевой период: 25 июня — 27 декабря 1941.

## История
196 сд была сформирована в начале 1941 года в Одесском военном округе в районе Днепропетровска. Она была полностью укомплектована личным составом, численность которого составляла 17 тысяч человек. В связи с поздним началом формирования процесс её вооружения к началу боевых действий полностью не был завершён. В частях не хватало стрелкового и артиллерийского вооружения, автотранспорта и военного снаряжения.
Начало войны дивизия встретила в летних лагерях в ста километрах от Днепропетровска. Командование военного округа сразу же вызвало её в Днепропетровск для погрузки в эшелоны, так как ей предстояло выдвинуться к Рахнам в распоряжение командующего 18-й армии. В ночь на 3 июля дивизия высадилась из эшелонов и сосредоточилась в лесу западнее Рахн, заняв оборону на фронте 15 км и в глубину почти на 12 км. 12 июля она впервые вступила в бой с противником.
Вскоре вывели с занимаемого рубежа и форсированным маршем направили в сторону Одессы, где сложилась тяжёлая обстановка. За двое суток, которые она была в дороге ухудшилось положение под Киевом, которому создалась непосредственная угроза. Командование Юго-Западного фронта приказало дивизии прекратить марш на Одессу и повернуть в сторону Киева, где в районе Корсуни поступить в распоряжение командующего 26-й армией Ф. Костенко.
Дивизию погрузили в эшелоны, и под бомбёжкой немецкой авиации она двинулась к Корсуни. 19 июля она выгрузилась из эшелонов и сосредоточилась в районе Дубинцы — Лука — Гута-Дмитринская. В ночь на 20 число 196 сд, готовясь к наступлению в направлении Медвина, Дубовки и Янышевки, выдвинулась в район Сидоровки и Скрипчинцев. После начала наступления дивизия столкнулась с немцами в 10 км от Медвина и приняла бой, отразив несколько танковых атак.
Утром 24 июля дивизия перешла в контрнаступление. Ближайшей её задачей было освобождение сёл Браное Поле и Медвин, затем наступление в направлении Тыновки и Косяковки. Частям дивизии удалось выбить немцев из Медвина, Браного Поля и Крутых Горбов. 26 июля они заняли Исайки и продолжили наступление на Яцуки. Немцы подтянули резервы, и командование фронтом приняло решение приостановить наступление, отойти на новый оборонительный рубеж, ближе к Днепру, чтобы не допустить окружения войск, обороняющих Киев.
26 июля 196 сд, атакованная с утра противником в направлении Браного Поля, отошла своим левым флангом и обороняла рубеж Яцуки — Медвин — Мотаевка. Приказ командарма об отходе на новый оборонительный рубеж был получен в первой половине дня 27 июля, и, как только стемнело, подразделения оставили свои позиции, двинувшись на восток. 28 июля дивизия вышла на новый рубеж Маскалики — Маринцы — Нехворощ — Ситницкий, где на следующий день подверглась массированной бомбардировке немецкой авиации. 30 июля её атаковали танки. Под напором немцев части дивизии были отведены на новый рубеж Мельники — Кичинцы — Бровахи.
6-й корпус, получив приказ во взаимодействии с 5-м кавалерийским корпусом захватить плацдарм на южном берегу реки Рось и овладеть Корсунью, 7 августа начал наступление. 196 сд с ротой танков, отбросив мелкие группы пехоты противника, вышла на рубеж Самородня — Арбузино. Наибольшим успехом было освобождение Корсуни. 8-11 числа дивизия отражала контратаки немцев.
Получив приказ прекратить наступательные действия и, незаметно оторвавшись от противника, отойти, 14 числа она вышла в район Буды, Бровахи и Сахновки. 19 августа 196 сд, включённая в Черкасскую группу, вела бои с наступающими на Черкассы немцами. К этому времени её численность составляла не более 1500 человек. У неё имелось 38 станковых пулемётов, 4 противотанковых орудия, четыре 76-мм и столько же 122-мм пушек. Будучи не в состоянии удержать немцев, она оставила Свидовок и заняла позиции восточнее села.
В конце августа дивизию вывели на левый берег Днепра в район Первомайского. Там был расформирован её гаубичный артиллерийский полк, передавший людей и орудия пушечному полку. Вскоре она получила приказ штаба армии сформировать стрелковый батальон и, подчинив ему одну батарею и минроту, направить на усиление 116-й стрелковой дивизии на остров Королевиц.
7 сентября 196-ю дивизию вновь передали в подчинение 26-й армии, а 8-го пополнили одним маршевым батальоном.
15 сентября подвижные соединения 1-й и 2-й танковых групп противника соединились в районе Лохвицы, завершив окружение значительной части войск ЮЗФ. В котле оказались 21, 5, 37-я и 26-я армии. 196 сд получила приказ с боями выходить из окружения в направлении села Белоусовка и города Лубны. В ночь на 17 сентября дивизия оставила Днепр. Она попыталась прорваться через реку Оржица у села Савинцы, но была отброшена контратакой немцев. Ночью дивизия перешла реку вброд и продолжила с боями прорываться к своим. 21 сентября в деревне Сазоновка командир дивизии К. Е. Куликов попал в плен к немцам.
На одиннадцатые сутки остатки дивизии вышли из окружения в районе деревни Большой Перевоз.
27 декабря 1941 дивизия была официально расформирована.

## Состав
- 863-й стрелковый полк
- 884-й стрелковый полк
- 893-й стрелковый полк
- 725-й артиллерийский полк
- 739-й гаубичный артиллерийский полк
- 228-й отдельный истребительно-противотанковый дивизион
- 484-й отдельный зенитный артиллерийский дивизион
- 262-й разведывательный батальон
- 353-й сапёрный батальон
- 572-й отдельный батальон связи
- 99-й медико-санитарный батальон
- 190-й взвод дегазации
- 285-й автотранспортный батальон
- 340-й полевой автохлебозавод
- 724-я полевая почтовая станция
- 562-я полевая касса Госбанка

## Подчинение
| На дату    | Фронт (округ)          | Армия      | Корпус (группа)       |
| ---------- | ---------------------- | ---------- | --------------------- |
| 22.06.1941 | Одесский военный округ |            | 7-й стрелковый корпус |
| 01.07.1941 | Юго-Западный фронт     |            | 7-й стрелковый корпус |
| 10.07.1941 | Юго-Западный фронт     | 6-я армия  | 7-й стрелковый корпус |
| 01.08.1941 | Юго-Западный фронт     | 26-я армия | -                     |
| 01.09.1941 | Юго-Западный фронт     | 38-я армия | -                     |

## Командование дивизии
Командир дивизии
- Куликов, Константин Ефимович (14.03.1941 — 27.09.1941), генерал-майор.

Начальник штаба
- Шатилов, Василий Митрофанович (март — октябрь 1941), подполковник.